# Хемптон (Минесота)
Хемптон (енгл. Hampton) град је у америчкој савезној држави Минесота.

## Демографија
По попису из 2010. године број становника је 689, што је 255 (58,8%) становника више него 2000. године.
| Група             | 2000.       | 2010.       |
| Белци             | 426 (98,2%) | 653 (94,8%) |
| Афроамериканци    | 1 (0,2%)    | 7 (1,0%)    |
| Азијати           | 0 (0,0%)    | 4 (0,6%)    |
| Хиспаноамериканци | 4 (0,9%)    | 16 (2,3%)   |
| Укупно            | 434         | 689         |